# Radio 200000
Radio 200000 ist eine Schweizer Rap-Gruppe, die im Frühjahr 2003 gegründet wurde. Zu ihren Mitgliedern gehören, nach Alter geordnet:
- Redl aka Steve Stöckli,
- Jet Domani aka Trumpf Puur,
- Sgoing Erlöst aka Okocha und
- Krasseranz aka Soulhund.

## Gründungsgeschichte
Die Gründung ist aus der ersten offiziellen Hallygallyfikation (HG-Party) im Jahre 2003 hervorgegangen. Nachdem sie mit zahlreichen Auftritten auf sich aufmerksam gemacht hatten, nahmen sie 2005 ihr erstes Album auf. Doch schon vor Radio 200000 waren einige der Mitglieder in der Rap-Szene tätig: Redl und Jet Domani gehörten von 1991 bis 1998 der Band Primitive Lyrics, einer der ersten Schweizer Rap-Bands, an.

## Name und Texte
Der Name der Band ist auf das Südkurven-Forum zurückzuführen, das für den Support des FC Zürich steht. 200000 steht für die Zahl, die ein Anführer während eines FCZ-Match ausruft, worauf die Fans mit „Goals!“ antworten. Radio steht für das Sprachrohr oder einen Verstärker. Die Texte der Band handeln von ihrem ganz alltäglichen Wirken. Sie singen über Zürich, „weil wir hier leben“, über Frauen, „weil wir sie lieben“ und über den FCZ, „weil jeder ein Ventil zum Alltag braucht...“

## Diskografie
Seit ihrer Gründung sind bereits die LP Installation (2005) und Aktuelle Hits (2008) sowie die Remix-LP Stückwerk erschienen. Zu ihren grössten Hits gehören Hose und Discoscheiss sowie die Ohrwürmer Im Huus, Händ ue und Eisprung.